# Vlag van Moravië

Vlag van Moravië

De vlag van Moravië, bestaat uit twee even hoge horizontale banen in de kleuren geel (boven) en rood. Deze vlag heeft geen officiële status: Moravië is een historische regio in Tsjechië, waarvan het grondgebied is verdeeld over meerdere bestuurlijke regio's.

Banier van het wapen van Moravië

Hoewel geel en rood de historische kleuren van Moravië zijn, gebruikt men vaak blauw, wit en rood als de Moravische kleuren. Dat is gebaseerd op het Moravische wapen: een adelaar in de kleuren wit en rood (volgens een schaakbordpatroon), op een blauwe achtergrond. De geel-rode vlag ontstond aan het begin van de 19e eeuw, toen Moravië tot het Keizerrijk Oostenrijk behoorde en is afgeleid van een verkeerde kleurstelling van het wapen.
In de 19e eeuw zou de vlag vooral door Duitssprekende Moraviërs gebruikt worden. Het Tsjechische nationalisme, dat voor de onafhankelijkheid van Moravië en Bohemen in één staat pleitte, gebruikte liever het rood-wit-blauwe wapen. Vandaar dat de Tsjechische vlag een combinatie is van het Boheemse rood en wit en het Moravische blauw, wit en rood (hoewel deze vlag ook andere symboliek heeft). Als Moravische vlag wordt dan ook wel een banier van het wapen gebruikt, zoals deze onder meer verwerkt is in de regionale vlaggen van Moravië-Silezië, Olomouc, Pardubice, Vysočina, Zlín en Zuid-Moravië. De wit-rode vlag wordt tegenwoordig wel weer gebruikt door enkele Moravische groeperingen, maar nog in zeer beperkte mate.

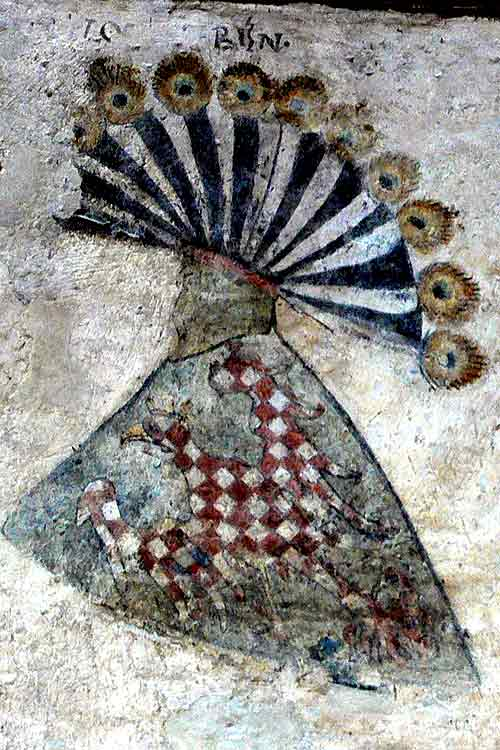
Gozzoburg, Krems an der Donau
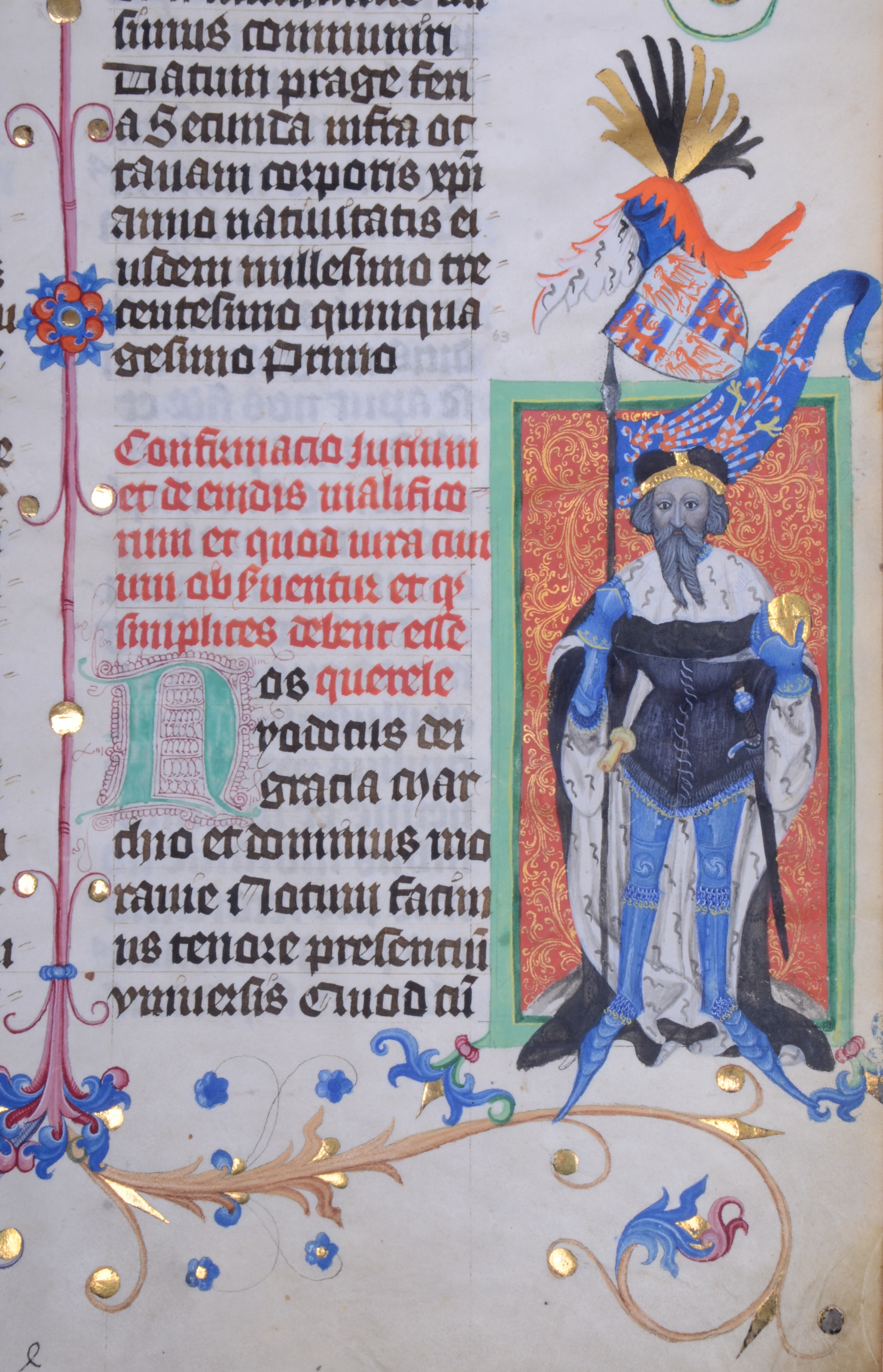
Jobst van Moravië, Codex Gelnhausen